# Dickdellia
Dickdellia is een geslacht van weekdieren uit de klasse van de Gastropoda (slakken).

## Soort
- Dickdellia labioflecta (Dell, 1990)